# كيني جونز
كيني جونز (22 يوليو 1984 في الولايات المتحدة - ) (بالإنجليزية: Kenny Jones)‏ هو لاعب كرة سلة أمريكي في مركز هجوم قوي الجسم. لعب مع Kentucky Bisons ‏.

## وصلات خارجية
- كيني جونز على موقع كرة السلة الأوروبية.كوم (الإنجليزية)